# Linz Challenger
Il Linz Challenger è stato un torneo professionistico di tennis giocato su campi in terra rossa. Faceva parte dell'ATP Challenger Series. Si giocava annualmente a Linz in Austria.

## Albo d'oro

### Singolare
| Anno | Campione       | Finalista    | Punteggio     |
| ---- | -------------- | ------------ | ------------- |
| 2000 | Germán Puentes | Edwin Kempes | 7–6(7), 6–1   |
| 2001 | Jan Vacek      | Markus Hipfl | 1–6, 6–1, 6–2 |

### Doppio
| Anno | Campioni                          | Finalisti                     | Punteggio     |
| ---- | --------------------------------- | ----------------------------- | ------------- |
| 2000 | Julian Knowle Thomas Strengberger | Petr Luxa David Škoch         | 6–3, 7–5      |
| 2001 | Aleksandar Kitinov Todd Perry     | Jaroslav Levinský David Škoch | 2–6, 6–3, 6–4 |